# باستین هنینگ
باستین هنینگ (انگلیسی: Bastian Henning؛ زادهٔ ۲۷ مهٔ ۱۹۸۳) بازیکن فوتبال اهل آلمان است.
از باشگاه‌هایی که در آن بازی کرده‌است می‌توان به باشگاه فوتبال کمنیتس اشاره کرد.